# Hylemera hiemalis
Hylemera hiemalis là một loài bướm đêm trong họ Geometridae.